# La Place des Cordeliers à Lyon
 (juillet 2025).
Pour plus de détails, voir Fiche technique et Distribution.
La Place des Cordeliers à Lyon est un film français réalisé par Louis Lumière, sorti en 1895. Cette « vue photographique animée », ainsi que Louis Lumière nommait ses bobineaux de pellicule impressionnée, fait partie des 10 films montrés au Salon indien du Grand Café de Paris à partir du 28 décembre 1895.

## Synopsis
La célèbre place des Cordeliers à Lyon, ses voitures, ses piétons.

## Fiche technique
- Titre : La Place des Cordeliers à Lyon
- Réalisation : Louis Lumière
- Production : Société Lumière
- Photographie : Louis Lumière
- Format : 35 mm noir et blanc, 2 perforations rondes Lumière par photogramme, muet
- Durée : 44 secondes
- Pays :  France